# 醫學資訊
醫學資訊是一門科學領域醫學資訊學，主要在處理生物醫學之資訊、資料、和知識的儲存、檢索、解決醫學問題、和決策支援。

## 外部連結
- 國際醫學資訊學會
- 英國醫學資訊學會
- 美國醫學資訊學會 （页面存档备份，存于）
- 台灣醫學資訊學會 （页面存档备份，存于）
- 香港醫學資訊協會
- 瑞士醫學資訊 （页面存档备份，存于）
- 歐洲醫學資訊聯盟